# Plectris brevitarsis
Plectris brevitarsis är en skalbaggsart som beskrevs av Blanchard 1850. Plectris brevitarsis ingår i släktet Plectris och familjen Melolonthidae. Inga underarter finns listade i Catalogue of Life.